# Barbourula kalimantanensis
Espèce
Statut de conservation UICN

 EN B2ab(iii) : En danger
Barbourula kalimantanensis est une espèce d'amphibiens de la famille des Bombinatoridae.

## Répartition

Distribution de Barbourula kalimantanensis dans le Kalimantan.

Cette espèce est endémique du Kalimantan en Indonésie. Elle se rencontre dans le bassin du Kapuas, du Tengkalap et du Melawi.

## Habitat
Elle vit dans les rivières rapides et fraîches, dans les zones reculées des forêts humides tropicales des basses terres du Kalimantan.

## Description
Barbourula kalimantanensis a été décrit pour la première fois en 1978 par Djoko Iskandar, un zoologiste indonésien, qui a depuis effectué des recherches sur l'espèce. Ce n'est qu'en 1995 qu'un second spécimen a été décrit.
Les mâles mesurent jusqu'à 66 mm et les femelles jusqu'à 77,7 mm.
C'est le seul anoure connu ne disposant pas de poumons. L'animal ne respire que par la peau. La respiration cutanée est assez commune chez les amphibiens, mais elle n'est jamais exclusive chez les anoures, sauf pour cette espèce.
Cet amphibien est extrêmement aquatique. « La grenouille sans poumons de Bornéo a une apparence très particulière. Elle est comme une galette, elle est presque totalement plate », a écrit le biologiste David Bickford. « De façon surprenante elle est jolie, un peu comme un bull-dog est joli. C'est l'une de ces créatures tellement laides qu'elles en sont mignonnes. »
La découverte de l'absence de poumons n'a été annoncée qu'en 2008 par une équipe de chercheurs, après dissection de huit spécimens. Les autres organes internes (l'estomac, la rate et le foie) ont pris la place normalement dédiée aux poumons.
La disparition des poumons chez cette espèce est assez récente d'un point de vue évolutif, puisque son plus proche parent Barbourula busuangensis dispose de poumons. Cette absence de poumon semble liée à l'habitat de l'animal.
L'amphibien a bel est bien une glotte, une trachée et des poumons qui sont très petits par rapport à sa taille mais on n'exclue pas la possibilité que l'animal puisse obtenir une partie de son oxygène par la peau et le reste par ses poumons
L'animal est plat, afin d'offrir moins de prise au courant. « Les chercheurs supposent que la perte des poumons peut être une adaptation aux rivières rapides et froides où les grenouilles vivent. Ces eaux ont naturellement une teneur en oxygène élevée. En se débarrassant des poumons qui se comportent comme des dispositifs de flottaison [...], les grenouilles pourraient plutôt sombrer que flotter et être emportées par l'eau. » Enfin, les animaux à sang froid ont besoin de peu d'énergie et donc de peu d'oxygène, ce qui permet de se passer de poumons. On peut noter d'ailleurs que les Plethodontidae, une importante famille d'urodèles, sont également dépourvus de poumons et respirent uniquement par la peau.
L'espèce est menacée par la destruction de son habitat, ainsi que par les métaux toxiques utilisés dans l'industrie minière qui sont rejetés dans les rivières.

## Reproduction
En 2008, on ne sait rien du mode de reproduction de l'animal, pas même s'il passe par le stade des têtards, ce que ne font pas tous les anoures.

## Étymologie
Son nom d'espèce, composé de kalimantan et du suffixe latin -ensis, « qui vit dans, qui habite », lui a été donné en référence au lieu de sa découverte, le Kalimantan.

## Publication originale
- Iskandar, 1978 : A new species of Barbourula: first record of a discoglossid anuran in Borneo. Copeia, vol. 1978, no 4, p. 564-566.